# Вулиця Волошкова (Львів)
Вулиця Волошко́ва — вулиця у Шевченківському районі міста Львів, у місцевості Циганівка. Пролягає від вулиці Сеньковича до вулиці Варшавської, з якою з'єднана сходами (наскрізного проїзду немає).
Вулиця отримала сучасну назву у другій половині XX століття, за радянських часів. Забудована переважно одно- та двоповерховими приватними будинками у стилі конструктивізм, також є сучасні садиби 2000-х років.